# Cappella di Santa Monica (Napoli)
La cappella di Santa Monica è una cappella quattrocentesca facente parte del complesso di San Giovanni a Carbonara di Napoli.

## Storia e descrizione
La cappella nasce per volere di un esponente della famiglia napoletana dei Sanseverino, identificato con quasi certa probabilità con Ruggero Sanseverino, marito di Covella Ruffo di Corigliano, i cui rispettivi stemmi nobiliari compaiono alle basi delle colonne del portale d'ingresso e alle basi del sepolcro di Ruggiero Sanseverino custodito all'interno della sala.
L'edificio di culto rappresenta una importante testimonianza rinascimentale a Napoli anche per l'epoca in cui venne realizzato, coevo alla chiesa di San Giovanni a Carbonara a cui la cappella appartiene e che ne determina sotto un profilo estetico la facciata principale dell'intero complesso, dato che la chiesa in senso stretto ne è di fatto priva.
Un elemento artistico di spicco dell'ambiente è il pregevole portale marmoreo gotico d'ingresso adorno di statuette di santi e costruito nella prima metà del XIV secolo attribuito ad un allievo del Guardi. Nelle nicchie a sinistra sono, dal basso verso l'alto, Sant'Agata, Santa Caterina e Santa Barbara, mentre a destra sono Sant'Anastasia, Sant'Apollonia e Sant'Orsola. La parte superiore è caratterizzata da altre quattro statue nelle due colonne, nella parte inferiore ci sono i componenti della scena biblica dell'Annunciazione, con a sinistra l'Arcangelo Gabriele e a destra la Vergine, mentre in alto sono il San Giovanni Battista a sinistra e il Sant'Agostino a destra. La parte centrale del timpano è caratterizzata da un affresco con la Vergine in gloria attribuita a Leonardo da Besozzo, sopra il quale è un bassorilievo con due angeli reggenti un tondo su cui è il volto del Cristo benedicente; il vertice alto della decorazione è infine occupato dalla statuetta della Vergine.
L'interno è a forma rettangolare a due campate con volte a crociera e parete absidale piatta, in linea con la parete destra absidale della chiesa di San Giovanni. L'unica opera rimasta al suo interno è il monumento funebre a Ruggiero Sanseverino di Andrea Guardi da Firenze edificato negli anni trenta del XV secolo, addossato ad una parete ed il cui stile è riconducibile ai modi trecenteschi di Tino di Camaino, riscontrabile anche nel monumento funebre a Ladislao di Durazzo dello stesso Guardi e presente nella chiesa maggiore. Il grande monumento consta di un tabernacolo con quattro pilastri riempiti con fregi e stemmi dei Sanseverino e Ruffo alle basi nonché con sedici statue di santi e apostoli nelle nicchie delle colonne, che terminano col timpano triangolare su cui è raffigurato in un ovale la figura intera a bassorilievo del Cristo benedicente. All'interno dell'architettura marmorea è la cassa sepolcrale sorretta alle basi da tre virtù teologali, da sinistra a destra, Fede, Speranza e Carità, sul cui fronte sono raffigurate da sinistra a destra in cinque nicchie le statuette di San Giovanni Battista, Santa Caterina, poi nella centrale, più grande rispetto alle altre, è la figura della Madonna col Bambino tra due angeli, poi seguono ancora il San Giovanni Evangelista e infine Santa Lucia. Sopra è la figura di Ruggiero Sanseverino giacente mostrato da due angeli reggicortina che decorano i pilastri del baldacchino, sopra il quale è la scena della Crocifissione, certamente non di mano del Guardi, con al centro Gesù in croce e ai lati le statue della Vergine e San Giovanni Evangelista.